# ラインの守り

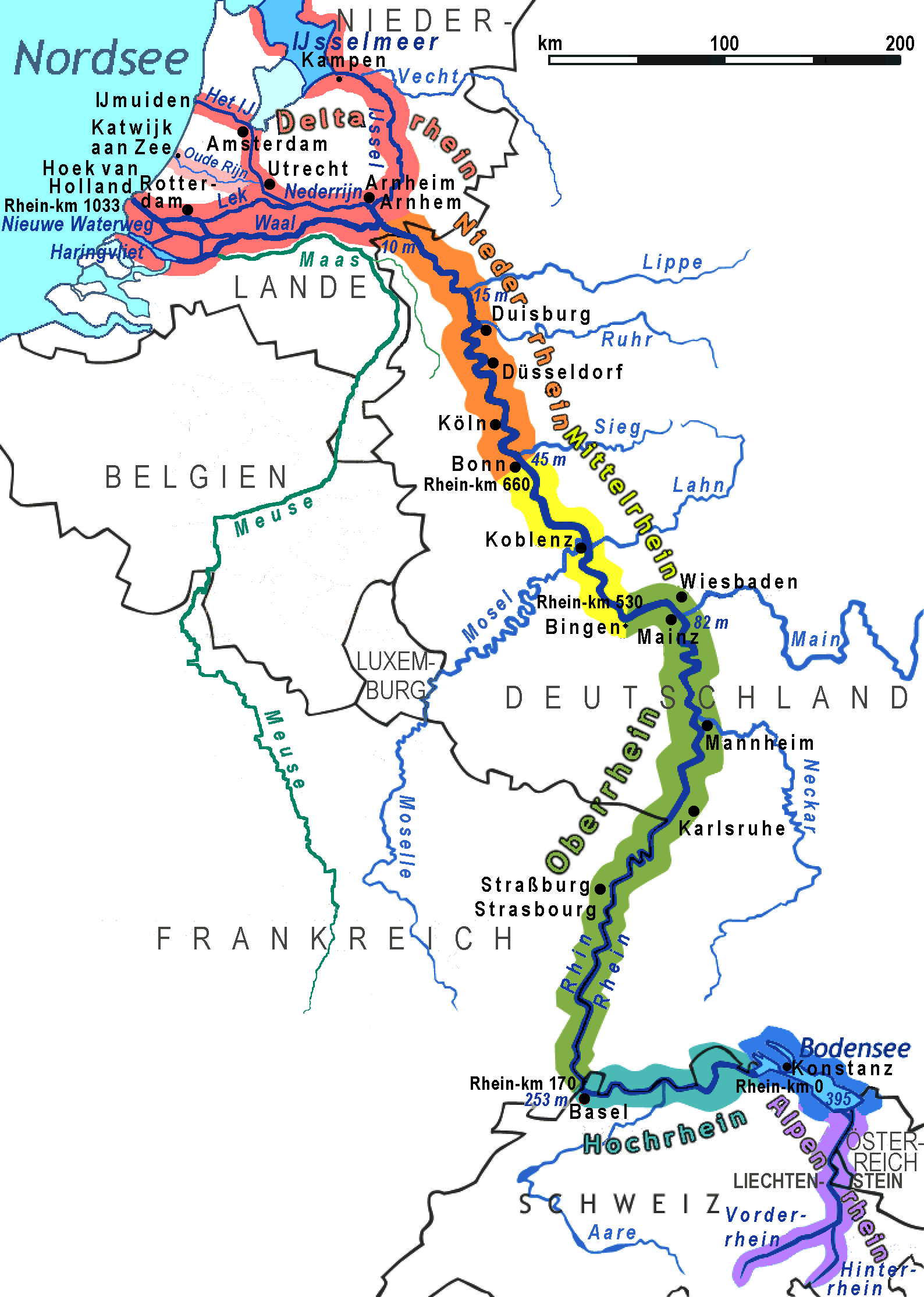
ライン川の流域地図

ラインの守り、またはラインの護り（ラインのまもり、ドイツ語: Die Wacht am Rhein）はドイツの軍歌・愛国歌としての要素が強い民謡。1840年にマックス・シュネッケンブルガーが作詞し、1854年にカール・ヴィルヘルムによって作曲された。イェール大学校歌「ブライト・カレッジ・イヤーズ」、同志社大学校歌「Doshisha College Song」はこの曲が元になって作られている。愛国的歌詞が多く含まれたこの曲は、ドイツ帝国がまだ無かった19世紀前半のフランスとの国境紛争時に作曲され、普仏戦争を経て第一次世界大戦に到るまでドイツ人に広く愛された民謡である。
アルフレート・デーブリーン（1878-1957）による「二十世紀の世界文学のなかでもまさに記念碑的な大作」（早崎守俊）『ベルリン・アレクサンダー広場』（1929）において、主人公のフランツ・ビーバーコフは、物語の冒頭、テーゲル刑務所からの釈放直後にこの歌を「勇ましく、力強く」歌っている。
1930年のアメリカ映画『西部戦線異状なし』は、教師の扇動に感化された生徒たちが、軍へ志願入隊するために、この歌を歌いながら教室を去る場面から始まる。
また映画『カサブランカ』でも、この歌が登場する場面がある。そのシーンでは、ドイツ軍将校たちが酒場でこの歌を合唱するが、レジスタンスのリーダーが客たちと歌うフランス国歌「ラ・マルセイエーズ」にかき消されてしまっている。
この歌は、他の「19世紀初頭の民族主義的な時期の「祖国を歌った歌」」と同じように、「もはや実際に歌われることはないが、今日まで失われずにある」（Dierk Stuckenschmidt）。

## 歴史
1840年のライン危機において、フランスは自国が掲げる国境概念である自然国境説に基づいてライン川東部をフランス・ドイツ諸国との国境にすべきと主張し、ドイツ側に割譲を要求した。この地は三十年戦争の時代から、フランス・ドイツ諸国との領土紛争が繰り返されてきており、ほんの数十年前のナポレオン戦争時にもフランスに占領されていた土地である。
このような状況の中で、1840年9月、ニコラウス・ベッカー（Nicolaus Beckerとも）という人物が、“Sie sollen ihn nicht haben, / Den freien, deutschen Rhein”〔大意：彼ら（フランス人）に自由な、ドイツのライン川を渡してはならない〕で始まる「ラインの歌」（Rheinlied ）、別名「自由なライン」（Der freie Rhein）という詩を発表し、ライン川を守るように広く訴えた。この詩にはローベルト・シューマンを含む多くの作曲家が曲を付した。シュヴァーベン出身のマックス・シュネッケンブルガーがこの歌の中のドイツ人の勇気を称える歌詞に感銘を受け、自ら作詞したものが「ラインの守り」である。当初はスイス人が作曲した曲に乗せて歌われていたが、カール・ヴィルヘルムが後に若干手直しした上で作曲したものがヴィルヘルム1世に披露されたため、有名になった。普仏戦争大勝とドイツ帝国建国により、この曲は爆発的な人気を誇り、作詞者・作曲者はビスマルクによって後に表彰された。
1883年、ライン川河畔の有名な観光地リューデスハイムのニーダーヴァルト（Niederwald）に、戦闘的な女神ゲルマニアの巨像が設置された。その完成式は、9月28日ドイツ皇帝ヴィルヘルム1世臨席のもと、盛大に挙行され、この歌が声高に歌われた。そして女神像の台座にはこの「ラインの守り」の歌が刻まれることになった。

## 歌詞
オリジナルの5番までと追加された歌詞